# Don't Nod
Don't Nod Entertainment SA（商业名称：Don't Nod，前称Dontnod Entertainment）是一家法国游戏开发商，总部位于巴黎。公司成立于2008年6月，首部作品为《記憶駭客》（2013）。由于投资回报率低，Dontnod通过公共资金资助《奇妙人生》（2015），以解决财务问题，游戏的成功使得Dontnod的業界地位得以提升。公司之后开发了《吸血鬼》、《超能队长》、《奇异人生2》、《双子幻镜》和《謂何》。

## 历史

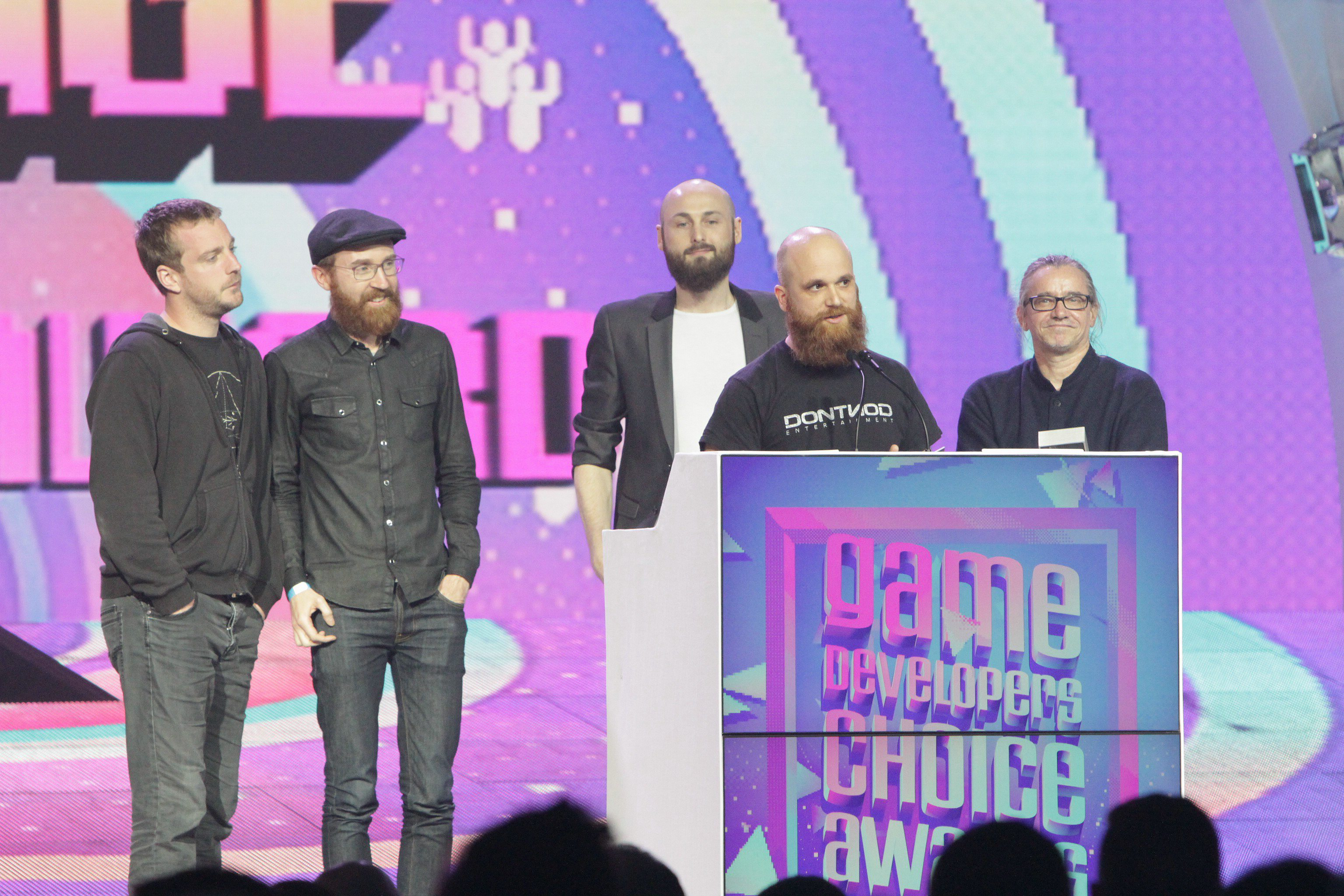
Dontnod因《奇异人生》获2016年游戏开发者选择奖，总监Raoul Barbet和Michel Koch以及制作人Luc Baghadoust出席。

Dontnod Entertainment于2008年6月28日由埃尔韦·博宁（Hervé Bonin）、阿列克西·布里克洛（Aleksi Briclot）、阿兰·达马西奥（Alain Damasio）、奥斯卡·吉尔伯特（Oskar Guilbert）和让-马克西姆·莫里斯（Jean-Maxime Moris）与其他Criterion Games、育碧和艺电的前员工共同建立。工作室最初位于巴黎里昂车站附近，后来为了适应公司发展搬到拉夏贝尔街区（Quartier de La Chapelle）。公司所有的游戏都使用虚幻引擎开发。
公司的首个作品《記憶駭客》起初是一个PlayStation 3独占的角色扮演遊戲，但由于资金削减，2011年被出版商索尼互动娱乐放弃。游戏同年在科隆游戏展上展示，以吸引其他的出版商。次年，卡普空获得出版权并将游戏重新定位为动作冒险游戏。《記憶駭客》最终于多个平台发行，获得了业界褒贬不一的评价，且销量平平。2013年，Dontnod是法国机构国家电影和电子中心（CNC）资助最多的工作室。然而，2014年1月法国媒体报道称，由于《記憶駭客》销量不佳，Dontnod正在申请破产，破产程序于2018年2月完成。Dontnod回应道他们正处于“司法重组”的过程中，因此公司转而投入公共资金来资助新的知识产权（IP）。2014年6月，Dontnod宣布他们正在与出版商史克威尔艾尼克斯合作新游戏，后来公布游戏名为《奇异人生》，于2015年分五个章节发行。Dontnod原本想要自主发行完整版，但在史克威尔艾尼克斯的要求下改为章节式游戏发行。游戏得到了业界的普遍好评，荣获多个年度最佳游戏奖并获选进入多个年度最佳游戏榜单，截至2017年5月已售出300多万份 。口碑商业双丰收的《奇异人生》让出版界纷纷向Dontnod投来橄榄枝，而在这之前Dontnod必须自己寻找出版商。

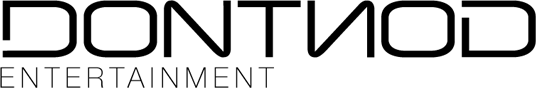
2022年5月前Don't Nod的标志

2018年4月，Dontnod在法国金融市场管理局（Autorité des marchés financiers）注册成为上市公司。此前2017年的營業額为970万欧元，比上一年增加了33％。认购期于2018年5月3日开始，首日交易时间为5月23日。为在泛欧交易所PME上市，Dontnod预筹集2010万欧元，其中四分之一的资金用于与另一个工作室合作。根据首席执行官奥斯卡·吉尔伯特的说法，其余资金将用于进一步的项目投资以及生产线的改进与优化，一个例子是内部的动作捕捉工作室。尽管Dontnod已公开上市，但吉尔伯特和投资人Kostadin Yanev打算继续保持对公司的控制权。公司在这时雇佣了166名员工。《奇异人生》之后的游戏是動作角色扮演遊戲《Vampyr》，于2018年6月5日发行。工作室的120名员工（2016年）中有七成专注开发《吸血鬼》，他们中许多人都参与过《奇异人生》的开发。《超能队长》和《奇异人生》有相同的世界观，于E3 2018公开并于同月发行。在《奇异人生》取得商业成功后，Dontnod于2016年初着手开发续作《奇异人生2》，游戏于2018年9月27日发行。Dontnod与出版商万代南梦宫娱乐合作开发冒险游戏《双子幻镜》预计于2020年发行。
Dontnod与Xbox游戏工作室合作开发了另一款2020年发行的章节式冒险游戏《謂何》。2020年，Dontnod推出了首个自有知识产权的游戏《双子幻镜》，与Shibuya Productions合作开发，最初由万代南梦宫娱乐发行。2020年5月，Dontnod宣布在加拿大蒙特利尔成立了一个子工作室，与法国的250多名员工一起合作。2021年1月，Dontnod宣布腾讯以3000万欧元购得该公司的少数股权，并获得任命一名董事的权利。这笔投资将使Dontnod能够继续自主发行游戏，并向中国和手机游戏领域拓展。Dontnod在2021年4月表示，他们计划将自主发行的能力扩展到第三方，首款计划发行的游戏将由哥本哈根的PortaPlay工作室制作。2021年9月，Dontnod将其远程工作政策（全员远程组织计划）对所有员工永久化。
2022年5月31日，公司更名为Don't Nod。其第三方发行部门于2022年9月发布了首款游戏《Gerta: A Flame in Winter》。在2023年6月11日举行的 Xbox游戏展示会上，Don't Nod宣布将于2023年末发布一款动作解谜游戏《Jusant》。

## 理念
吉尔伯特于2016年4月表示，工作室已经放弃制作3A游戏的野心，转向独立项目，尤其是原创、故事驱动型知识产权，叙事总监斯特凡纳·博弗格（Stéphane Beauverger）认为这是“Dontnod DNA的一部分”。公司的指导原则是每个游戏都重塑自我。为了保持玩家和出版商的积极性，游戏制作周期从《勿忘我》以来的五年缩短为两年半或三年。2018年，吉尔伯特表示公司将与未来的出版商制定合作开发策略，就像《吸血鬼》那样，将他们的部分限制在四成内。每个项目初始都有一个设计师、编剧和艺术总监，偶尔也会有制作人或工程师。多个团队同时在不同的项目上工作。“Dontnod Days”用于与正在进行的项目相关的无监督工作。

## 游戏
| 年份 | 作品名稱                                               | 平台 | 發行商                  |
| ---- | ------------------------------------------------------ | --- | ----------------------- |
| 2012 | 《》 Remember Me                                       | Microsoft Windows、PlayStation 3、Xbox 360                                                                       | 卡普空                  |
| 2015 | 《奇妙人生》 Life is Strange                           | Microsoft Windows、macOS、Linux、PlayStation 3、Xbox 360、PlayStation 4、Xbox One、Nintendo Switch、iOS、Android | 史克威尔艾尼克斯        |
| 2018 | 《吸血鬼》 Vampyr                                      | Microsoft Windows、PlayStation 4、Xbox One、Nintendo Switch                                                      | Focus Home Interactive  |
| 2018 | 《超能队长》 The Awesome Adventures of Captain Spirit  | Microsoft Windows、PlayStation 4、Xbox One                                                                       | 史克威尔艾尼克斯        |
| 2018 | 《奇异人生2》 Life is Strange 2                        | Microsoft Windows、macOS、Linux、PlayStation 4、Xbox One、Nintendo Switch                                        | 史克威尔艾尼克斯        |
| 2020 | 《双子幻镜》 Twin Mirror                               | Microsoft Windows、PlayStation 4、Xbox One                                                                       | Dontnod Entertainment   |
| 2020 | 《謂何》 Tell Me Why                                   | Microsoft Windows、Xbox One                                                                                      | Xbox游戏工作室          |
| 2023 | 《協調：幻滅》 Harmony: The Fall of Reverie            | Microsoft Windows、PlayStation 5、Xbox Series、Nintendo Switch                                                   | Don't Nod Entertainment |
| 2023 | 《退潮》 Jusant                                        | Microsoft Windows、Xbox Series                                                                                   | Don't Nod Entertainment |
| 2024 | 《驅靈者：新伊甸的幽靈》 Banishers: Ghosts of New Eden | Microsoft Windows、PlayStation 5、Xbox Series                                                                    | Focus Entertainment     |